# Sébastien Flicher
Sébastien Flicher (né le 6 mai 1968 au Neubourg) est un coureur cycliste français. Vainqueur du Tour de Normandie en 1989, il a ensuite été professionnel dans l'équipe Toshiba,.

## Palmarès
- 1987
  - 3e du championnat de France des comités
- 1988
  - Grand Prix d'Autry-le-Châtel
  - 3e du Tour du Parc du Haut-Languedoc
- 1989
  - Tour de Normandie
  - 2e du Tour du Loir-et-Cher
  - 2e du championnat de France des comités
- 1991
  - 1re étape de Paris-Nice (contre-la-montre par équipes)